# رفتارشناس (مجموعه تلویزیونی)
رفتارشناس (لهستانی: Behawiorysta) یک مجموعهٔ تلویزیونی جنایی لهستانی است که در سال ۲۰۲۲ منتشر شد.

## گزیدهٔ بازیگران
- روبرت وینتسکیویچ
- کاتاژینا دامبروفسکا
- ماگدالنا چروینسکا
- آنا پروخنیاک
- میروسواف هانیشفسکی
- ماریا سوبوچینسکا
- اوا کولاشینسکا
- رافائو زاویروخا
- مارژنا کیپیل-شتوکا
- میروسواف زبرویویچ
- آندژی گائوا